# کانتون گونسالو پیسارو
کانتون گونسالو پیسارو (به اسپانیایی: Cantón Gonzalo Pizarro) یک منطقهٔ مسکونی در اکوادور است که در استان ساکومبیوس واقع شده‌است.